# Moritz Schuppert

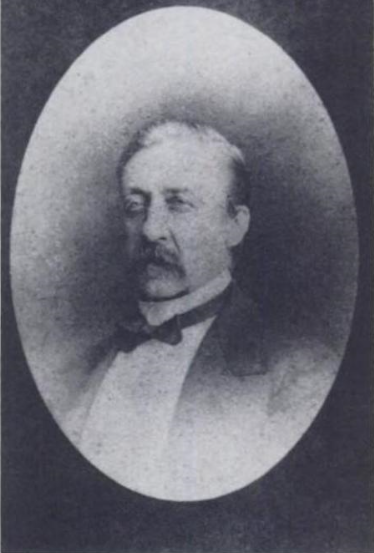
Moritz Schuppert

Moritz Schuppert (* 2. Mai 1817 in Kassel; † 1. Juni 1887 in New Orleans) war ein deutsch-amerikanischer Chirurg in New Orleans. Er war ein Impfgegner und ein früher Befürworter der Antisepsis.

## Leben
Moritz Schuppert war Sohn des Rentmeisters Adam Schuppert. Er studierte an der Philipps-Universität Marburg erst Pharmazie, dann Medizin. Am 12. Januar 1840  wurde er im Corps Teutonia zu Marburg recipiert. Er zeichnete sich zweimal als Consenior und einmal als Senior aus. 1851 wurde er in Marburg zum Dr. med. promoviert. 1853 emigrierte er nach New Orleans, wo das Gelbfieber grassierte und 8000 Menschen starben. Schuppert gewann Einfluss in der Stadt, indem er die ihm aus Deutschland vertraute Antisepsis einführte. Schuppert wurde in New Orleans ein führender „Chirurg“. Am Charity Hospital (New Orleans) hielt er sich an die Antisepsis. Schon 1854 ernannte ihn New Orleans zum Stadtarzt. Als Chirurg diente er in der Confederate States Army.
In den 1860er Jahren berichtete Schuppert über Blasen-Scheiden-Fisteln, die er mit und ohne Anästhesie operiert hatte. Er stellte sich gegen Impfungen, weil sie unwirksam seien und viele Todesfälle verursachten. Als er 1879 Schülerinnen einer High School impfen sollte, zeigte er ihnen den Arm eines geimpften Freundes. Am Einstich hatte sich ein Erysipel mit Kontrakturen entwickelt (was auch an einer infizierten Nadel gelegen haben kann). Die entsetzten Mädchen verweigerten die Impfung und Schuppert verlor seine Stellung als Stadtarzt. 1882 propagierte Schuppert den aus der Mode gekommenen Aderlass. Vor der Louisiana State Medical Society hielt er 1883 einen Vortrag gegen die Impfung. Die Fachgesellschaft ließ sich nicht überzeugen und bekräftigte ihr Vertrauen in die Impfung als das sicherste und einzig praktikable Mittel zur Eindämmung der  Pocken. The New Orleans Medical and Surgical Journal druckte wichtige Publikationen von Schuppert.
Schuppert war ein älterer Bruder von Friedrich Schuppert (1819–1850) und ein Vetter des Journalisten Otto Braun.

## Nachruf
- Dr. Moritz Schuppert, The Journal of the Louisiana State Medical Society 39 (1887), S. 986–988